# Asteroid tipa O
 Asteroid tipa O je vrsta asteroidov, ki imajo spekter podoben spektru nenavadnega asteroida 3628 Božnemcova.
Ta asteroid ima podoben spekter kot hondritni meteoriti razreda L6 in LL6. Njihov spekter kaže globoko absorpcijo na valovni dolžini večji od 0,75 μm.
Zgled asteroida tipa O :
- 3628 Božnemcova